# Apolipoproteina A-I Milano
Apolipoproteina A-I Milano, apoA-IM, ApoA-1 Milano – polipeptyd, naturalny wariant apolipoproteiny A-I, w którym w pozycji 173 arginina została zastąpiona przez cysteinę.
Jej występowanie zostało opisane u 50 osób pochodzących z Limone sul Garda we Włoszech. Cysteina zwykle nie jest składnikiem apoA-I i jej pojawienie prowadzi do tworzenia cząsteczek dimerów – homodimerów składających się z 2 łańcuchów apoA-I M(apoA-IM/apoA-IM), lub heterodimerów zbudowanych z jednego łańcucha apoA-IM) i jednego apolipoproteiny-II (apoA-IM/apo-II). Sytuacja ta powoduje, że u osób z tym wariantem apoliporoteiny stwierdza się niskie poziomy HDL i podwyższony poziom trójglicerydów, co uważane jest podnoszące ryzyko rozwoju miażdżycy. Jednakże u tych osób nie stwierdzano rozwoju miażdżycy, a nawet okazało się, że ryzyko jej rozwoju jest mniejsze. Dało to asumpt do dalszych badań, które wyjaśniły ten pozorny paradoks. Stwierdzono bowiem w badaniach in vitro, że obecność apoA-IM umożliwia tak samo skuteczne usuwanie cholesterolu z komórek i jednocześnie jest skuteczniejsze, niż apo-I, jeśli chodzi o zwiększenie wydalania cholesterolu z makrofagów.
Obserwacje te zostały wykorzystane następnie w badaniach nad nowymi lekami przeciwmiażdżycowymi. Obecnie trwają badania, będące w fazie przedklinicznej, nad syntetycznymi cząsteczkami HDL (sHDL).
Syntetyczną cząsteczkę HDL tworzy się z oczyszczonych apolipoprotein oraz fosfolipidów. Z uwagi, że najważniejszą i najskuteczniejszą w prewencji miażdżycy są cząsteczki apolipoproteiny A-I do tworzenia sHDL właśnie te cząsteczki najlepiej nadają się do stworzenia leku przeciwmiażdżycowego. Skoro jednak apoA-IM ma silniejsze działanie niż apoA-I do dalszych badań stworzono sHDL zawierające rekombinowane apoA-IM/apoA-IM (postać homodimeru), które znane jako ETC-216.
ETC-216 jest więc syntetycznym HDL (sHDL) zawierającym rekombinowane homodimery apolipoproteiny A-I Milano. Część fosfolipidowa została stworzona przez POPC (palmitoil-oleoilfosfatydylcholina).
Obecnie ETC-216 jest w fazie badań przedklinicznych i do tej pory wykazano korzystne jej działanie w zmniejszeniu progresji zmian miażdżycowych w aorcie i tętnicach szyjnych u myszy i królików. Wykazano także jego skuteczność w zapobieganiu restenozie w tętnicach biodrowych i udowych. Korzystne badania nad zwierzętami spowodowało, że ETC-216 został dopuszczony do I fazy badań klinicznych, w których wykazano regresję zmian miażdżycowych potwierdzanych ultrasonografią wewnątrznaczyniową.